# Cementiri dels Reis
El cementiri dels Reis o cementiri de Plainpalais, és un cementiri de la ciutat de Ginebra on hi ha enterrats, en 28000 m2, alguns magistrats ginebrins i personalitats importants de la ciutat que contribuïren al prestigi internacional de Ginebra.

## Història
El 1469 es construeix l'hospital dels empestats de la ciutat de Ginebra per lluitar contra les epidèmies successives de pesta negra al que llavors era un barri d'hortes dels afores. Pel que fa al cementiri contigu, es creà l'any 1482 per acollir-hi les víctimes de la malaltia.
El cementiri deu el seu nom extraoficial de «cementiri dels Reis» pel carrer on es troba. Aquest s'anomena així en referència al «rei» dels arcabussos de la ciutat, el terreny d'entrenament del qual es trobava al barri, el títol de «rei» va ser donat entre el 1509 i 1847 al competidor que aconseguia el millor tir en el moment del concurs anual.
La ciutat de Ginebra passa a posseir el cementiri protestant de Plainpalais el 1869. Llavors és gestionat per l'Hospital general de Ginebra. Fins al 1876, només els protestants hi són amortallats. Des de 1883, el cementiri està tancat pels enterraments ordinaris i reservat a les persones a que han adquirit una concessió. El preu de la concessió hi és més elevat que en els altres cementiris, el nombre d'enterraments disminueix i el costum de enterrar-hi els consellers d'Estat, els consellers administratius o d'altres personalitats s'instal·la a poc a poc. Al voltant de 1945 s'hi efectuen algunes modificacions i l'indret actualment s'assembla a un parc.

## Galeria

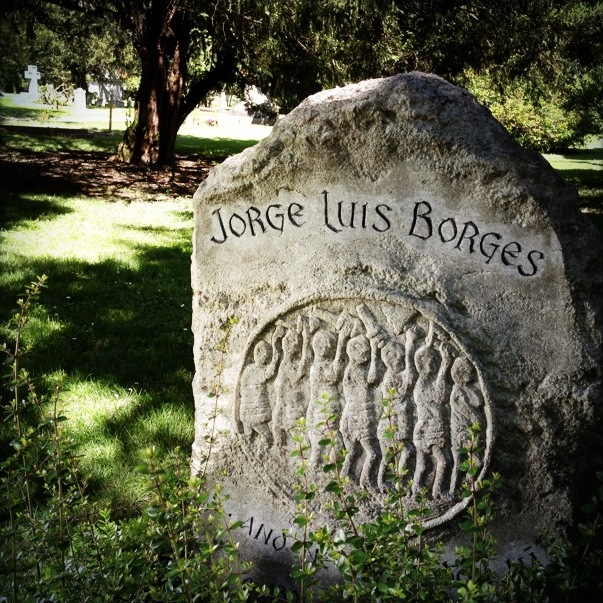
Jorge Luis Borges
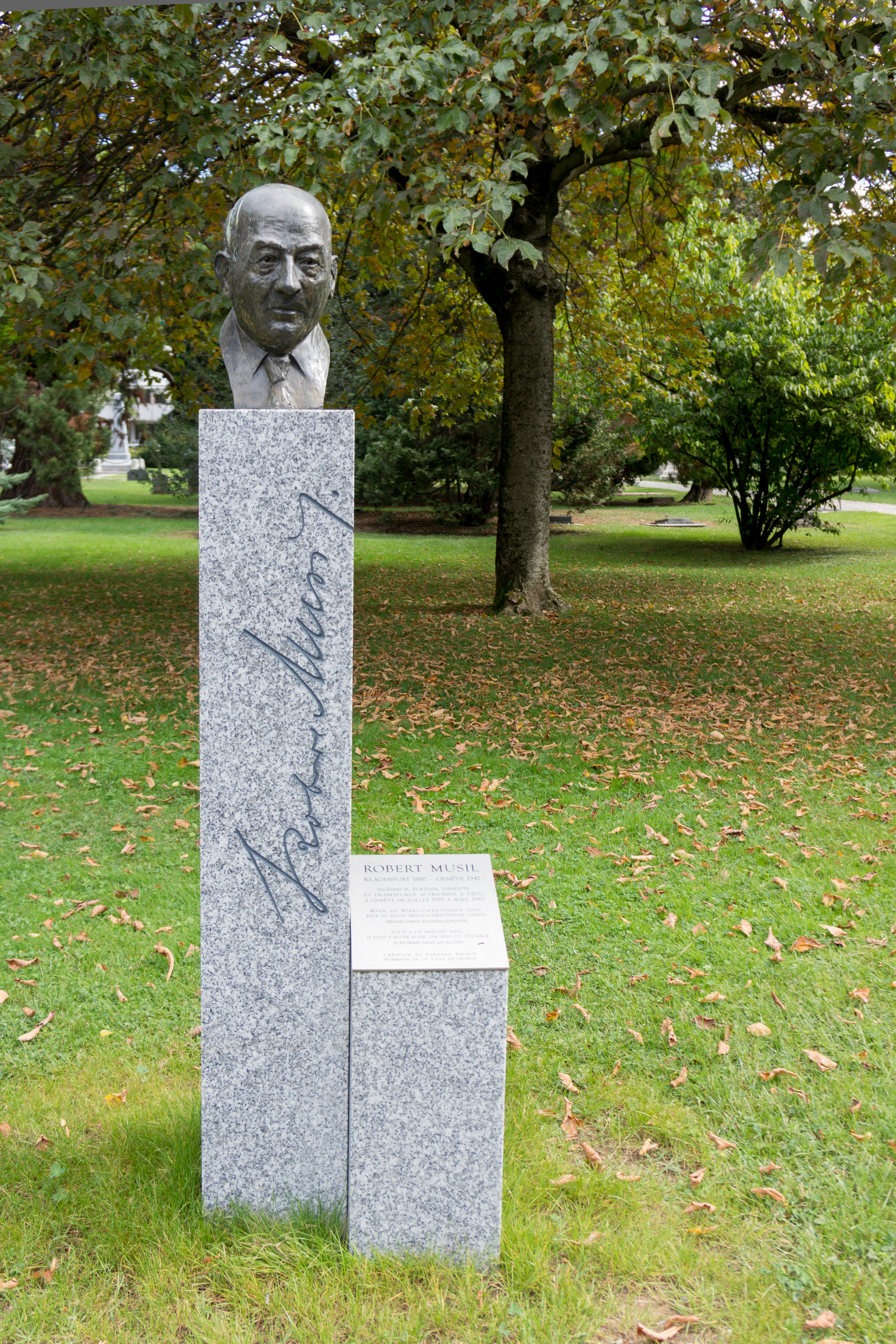
Robert Musil
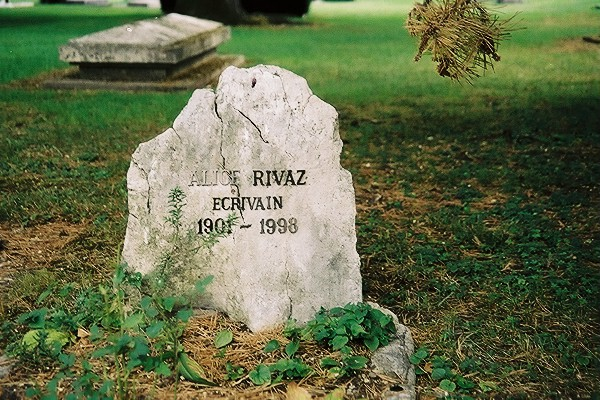
Alice Rivaz
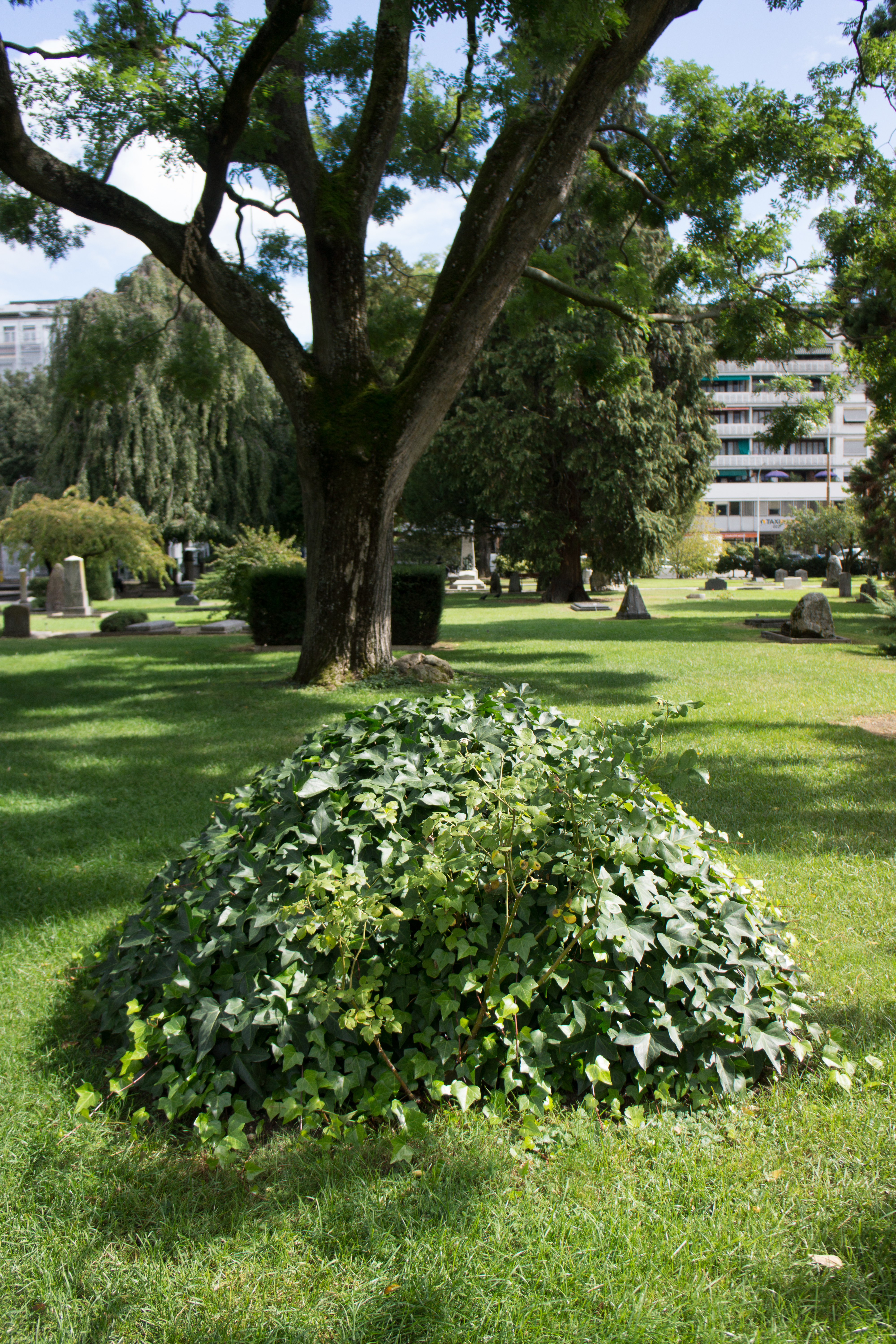
Denis de Rougemont
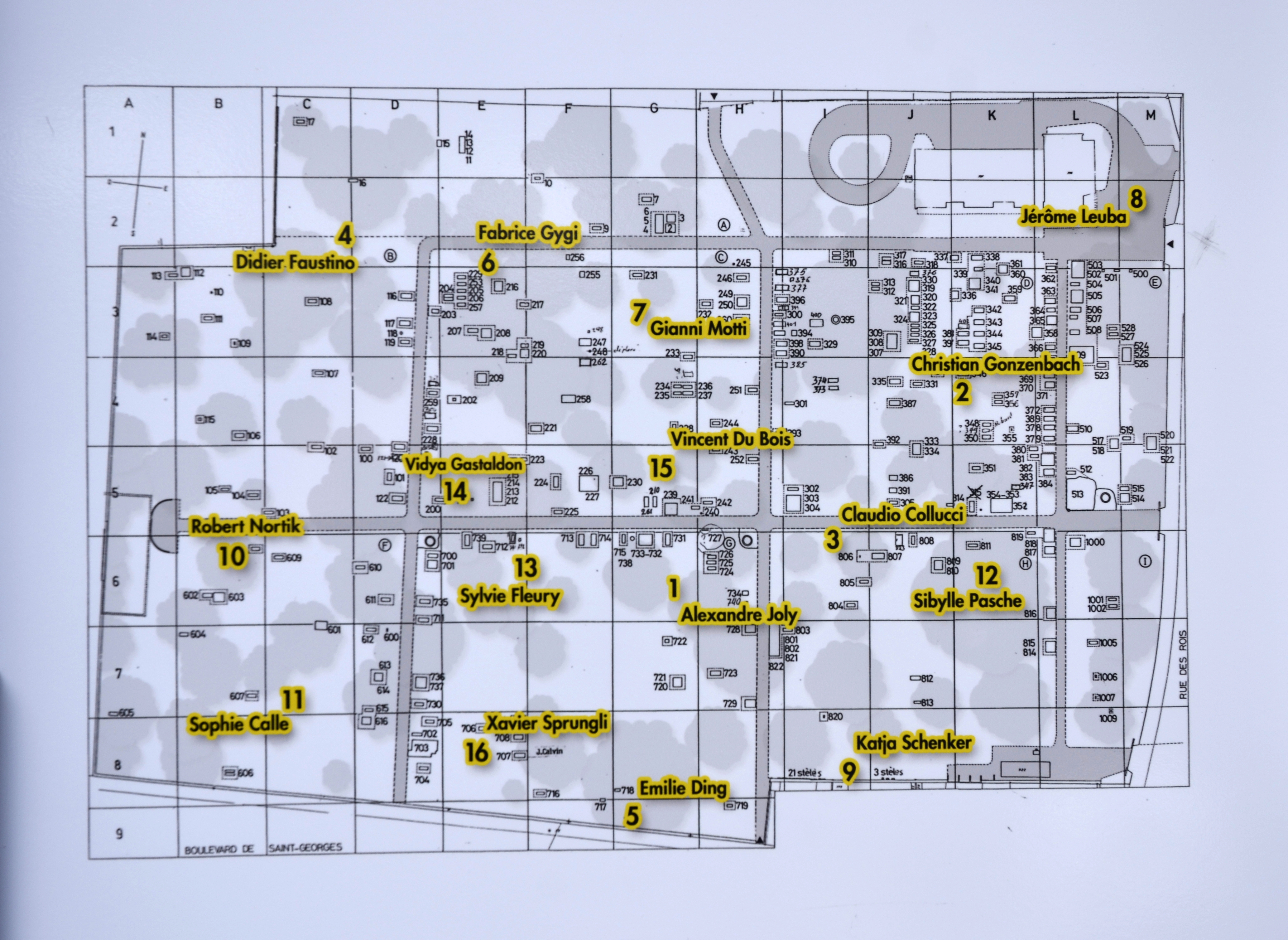
Plànol del cementiri

## Personalitats
El dret a descansar al cementiri dels Reis és estrictament limitat. De fet, segons l'article 30, apartat 3,
del pagament dels cementiris de la ciutat de Ginebra, sols els «magistrats i les personalitats destacades, que hagin contribuït, per la seva vida i la seva activitat, a l'esplendor de Ginebra» poden pretendre a una concessió la demanda de la qual ha de ser feta al Consell administratiu.Vegeu la des défunts du Cimetière des Rois llista dels difunts del Cementiri dels Reis a Wikisource.
El cementiri té més de 300 tombes. Entre les personalitats enterrades hi ha: Jean Cauvin, Johann Gottlieb Fichte, Georg Wilhelm Friedrich Hegel, Jean Piaget, Jorge Luis Borges i Jeanne Hersch.